# کاپسابت
کاپسابت (به لاتین: Kapsabet) یک منطقهٔ مسکونی در کنیا است که در شهرستان ناندی واقع شده‌است. کاپسابت ۸۶٬۸۰۳ نفر جمعیت دارد.